# Anemone nikoensis
Anemone nikoensis är en ranunkelväxtart som beskrevs av Carl Maximowicz. Anemone nikoensis ingår i släktet sippor, och familjen ranunkelväxter. Inga underarter finns listade i Catalogue of Life.

## Bildgalleri

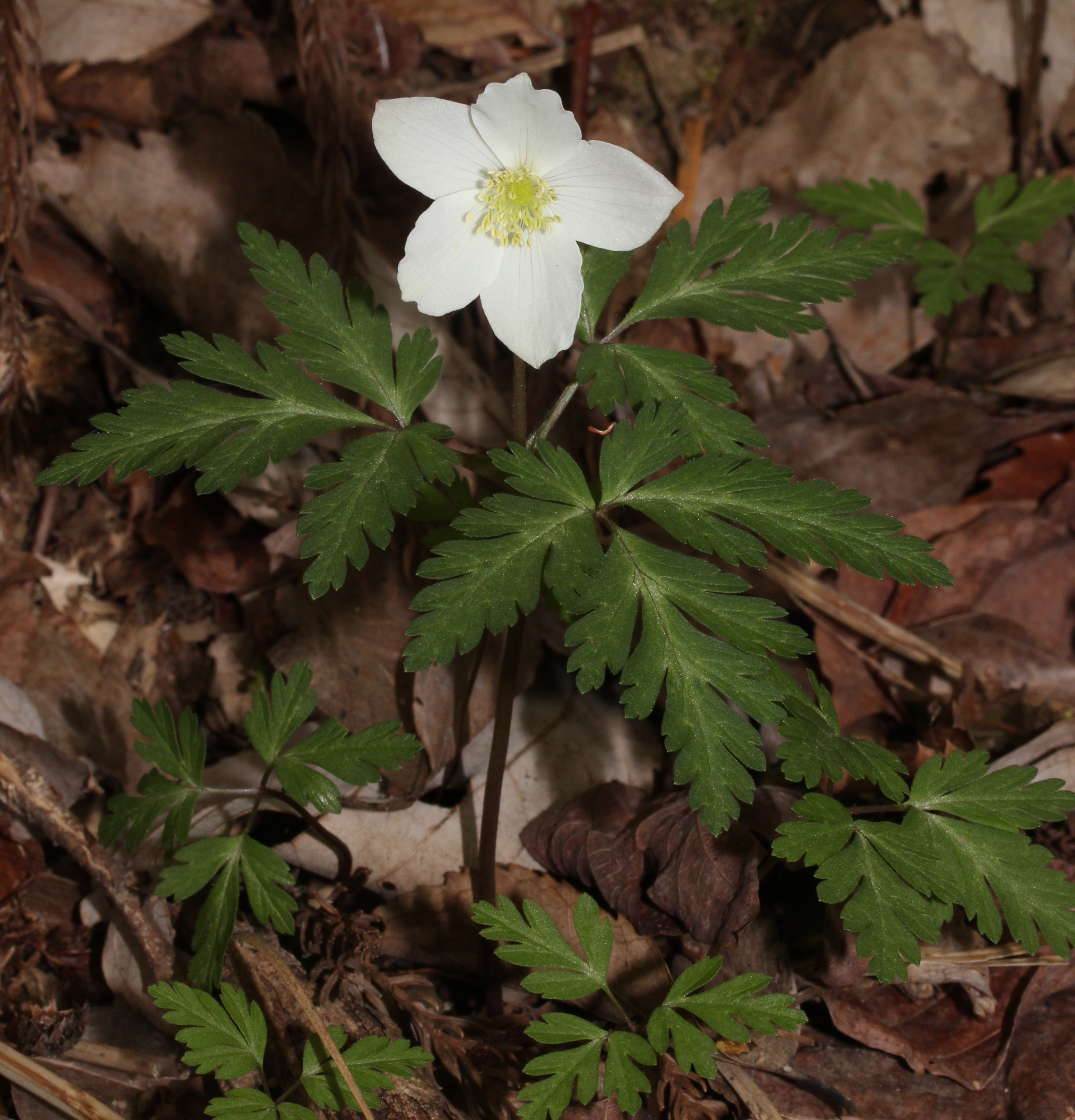
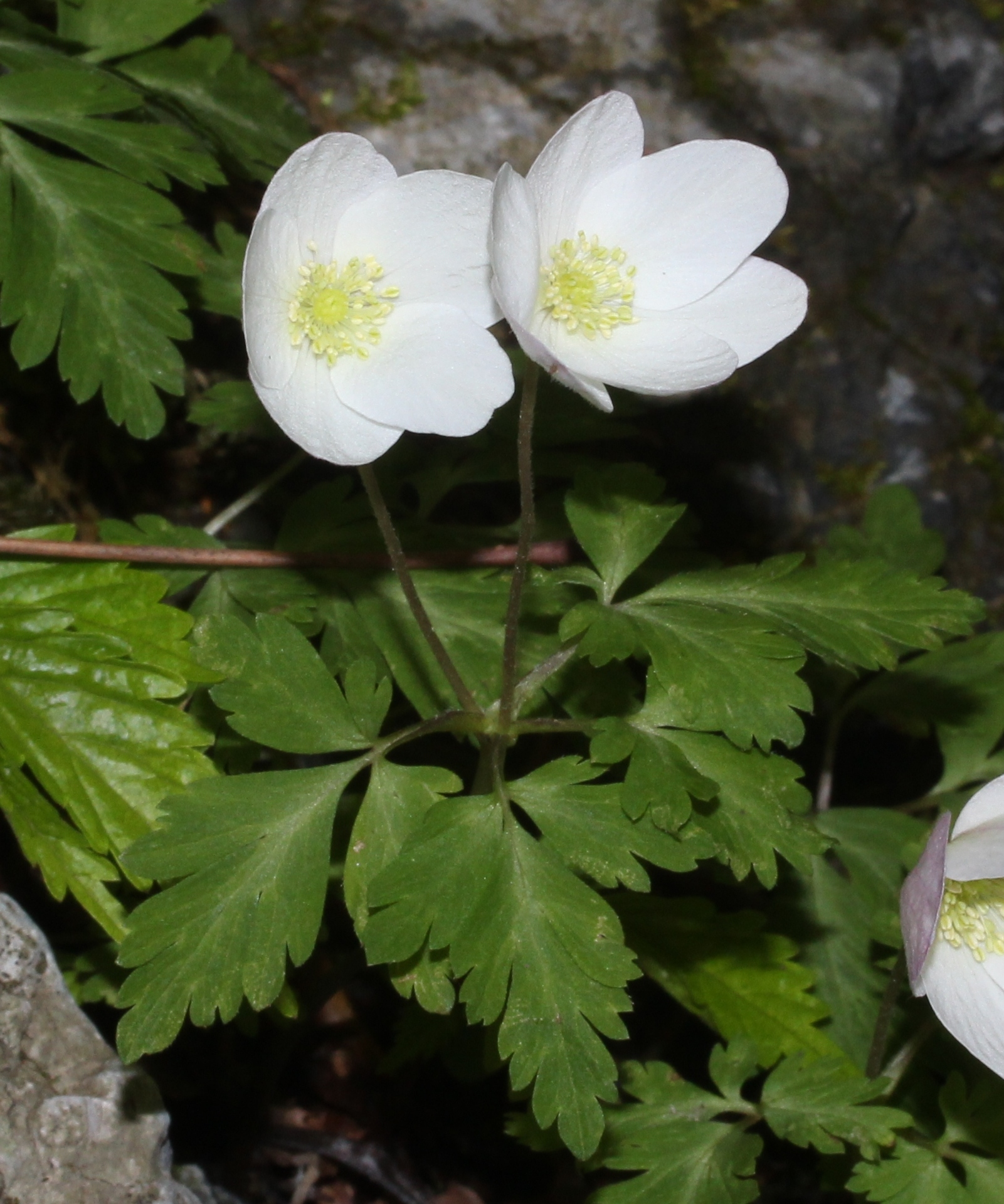
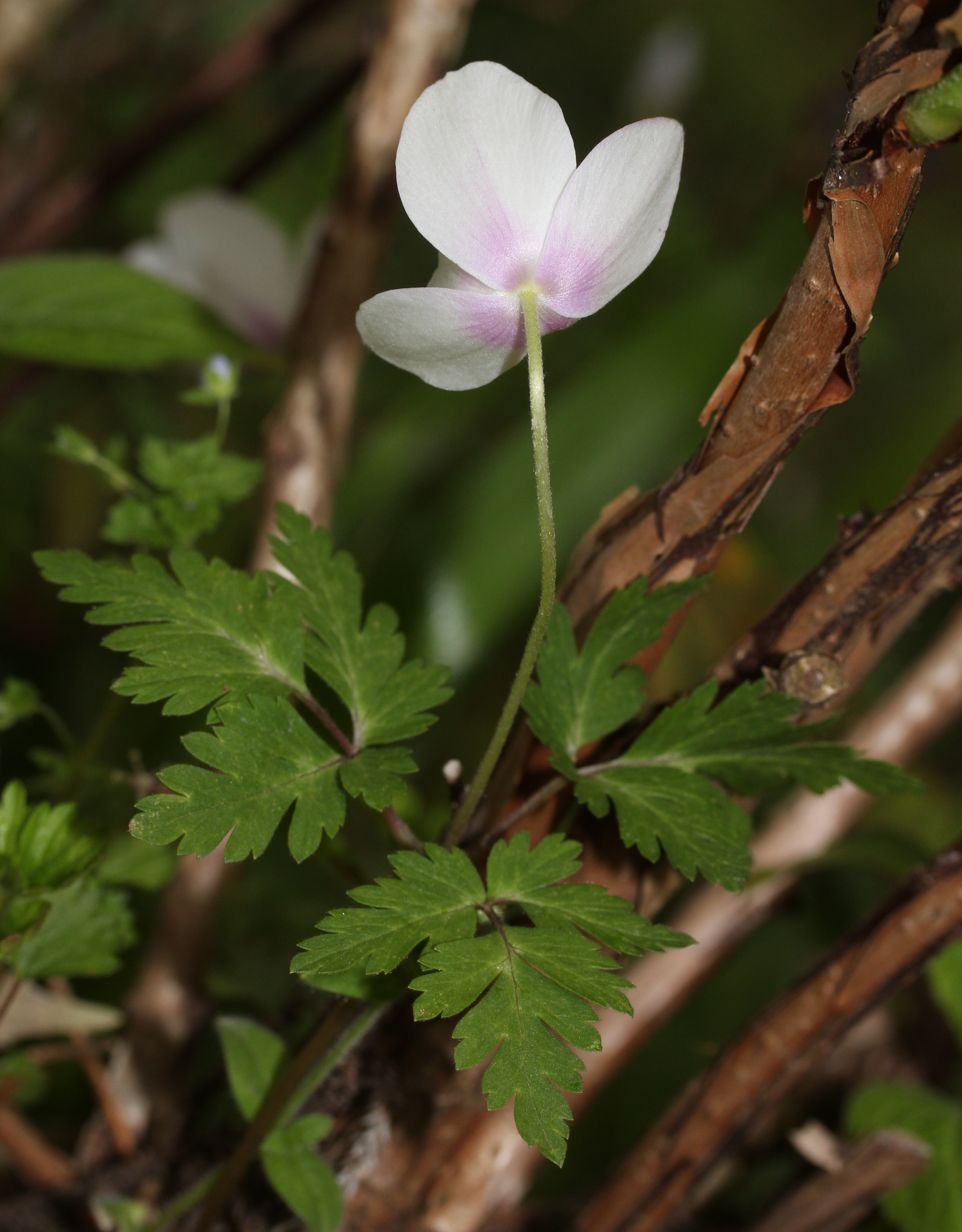
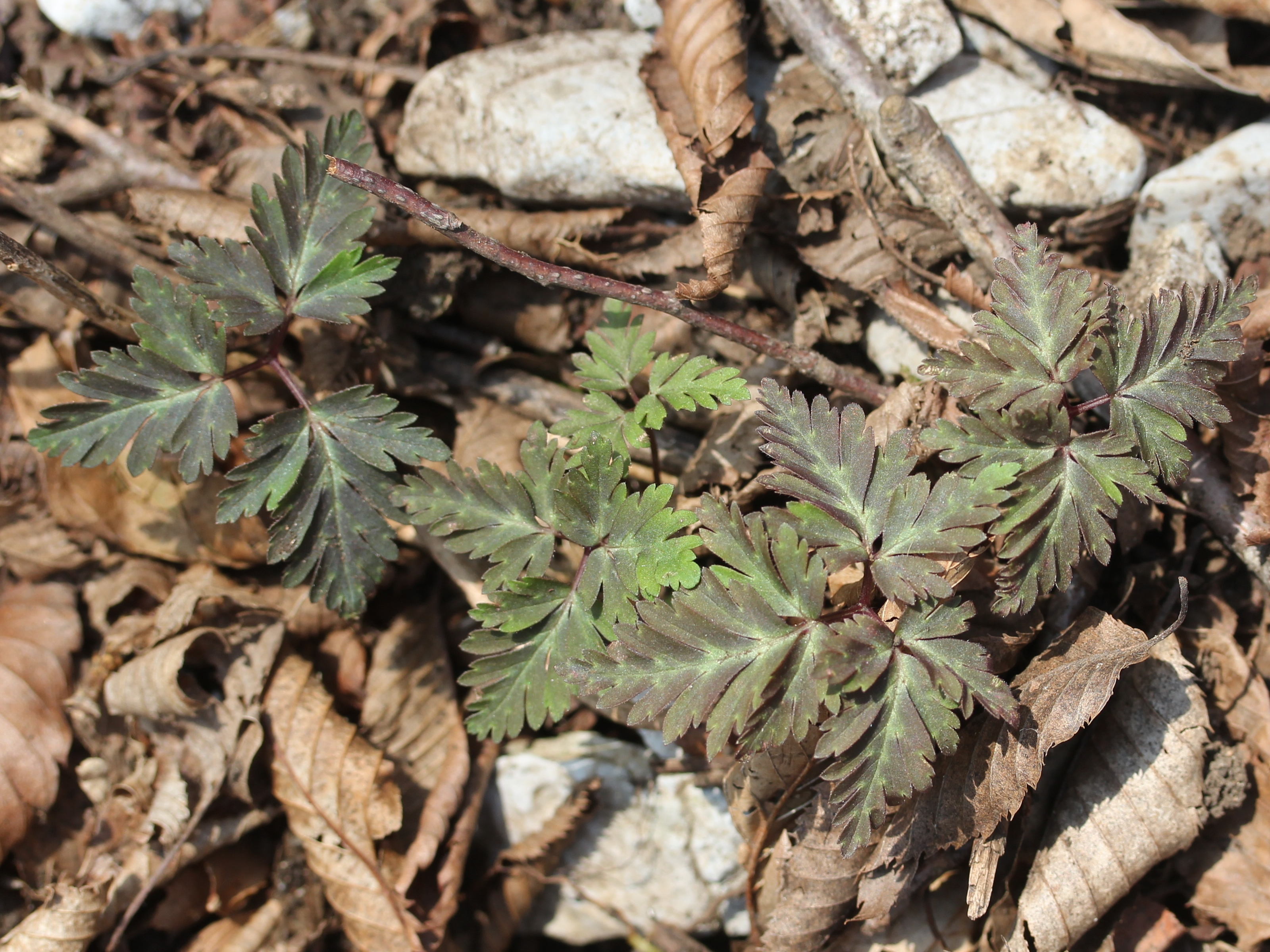
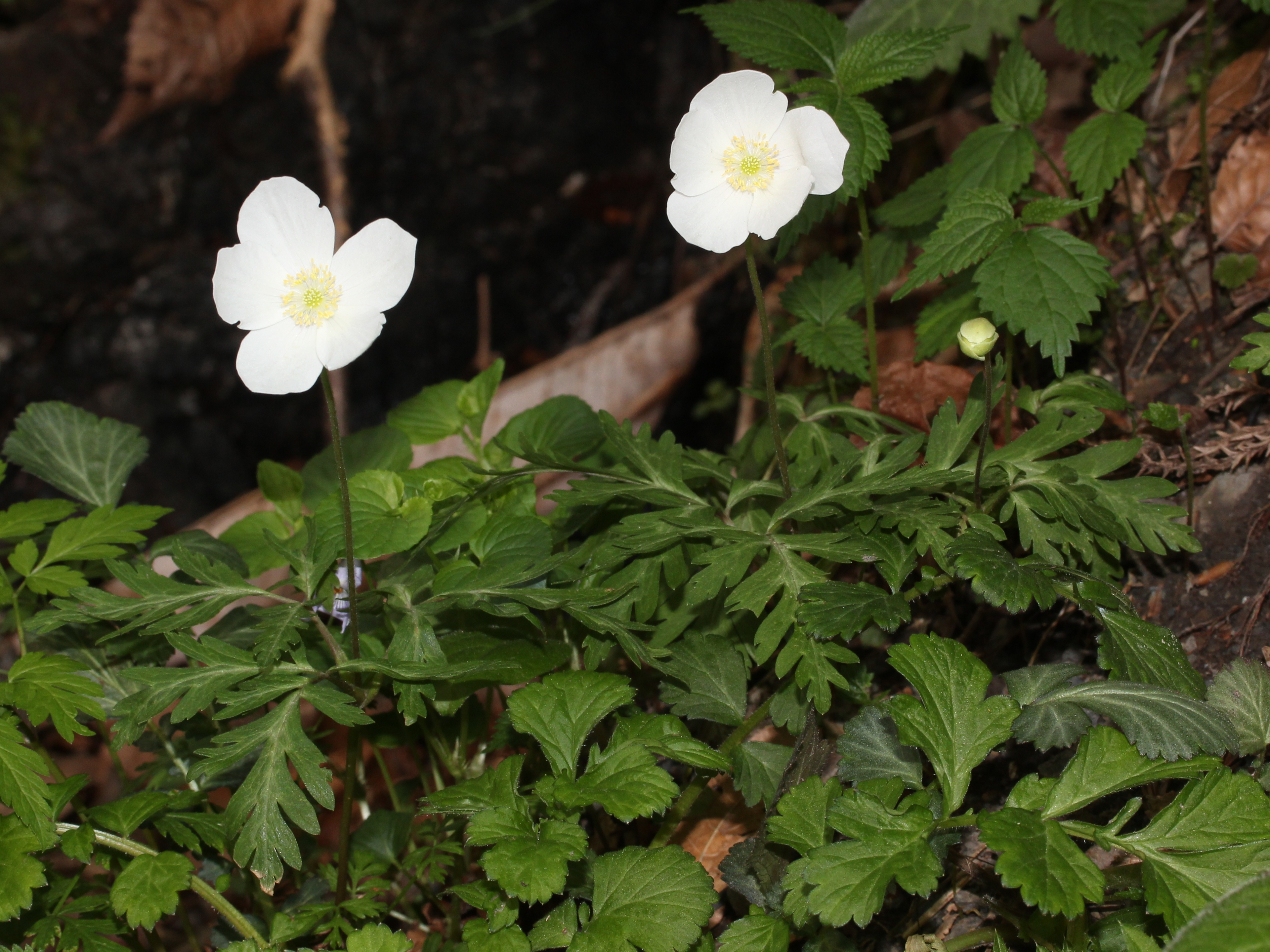
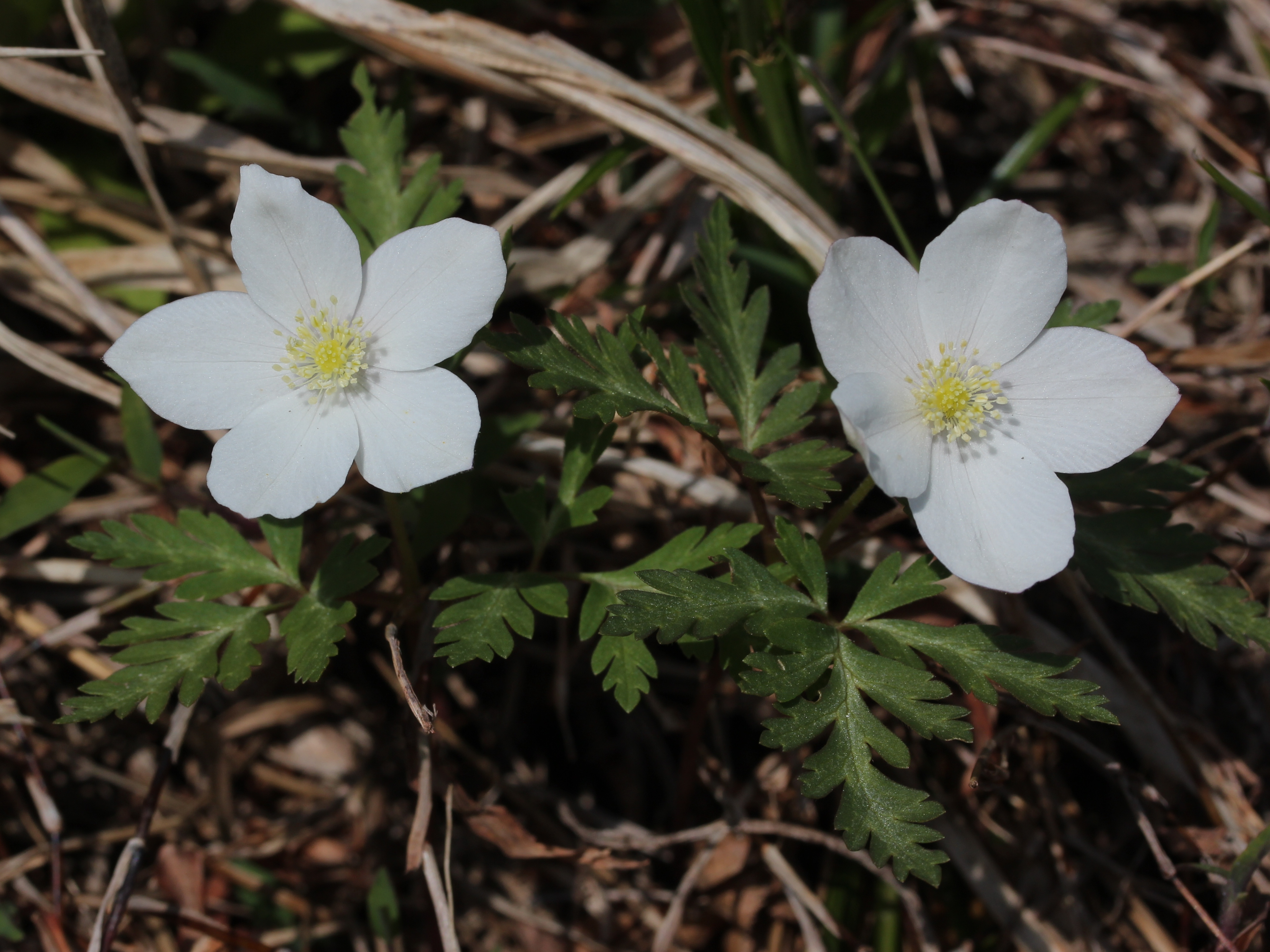